# 小寺謙吉

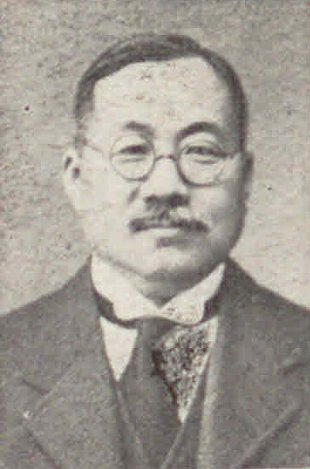
小寺謙吉

小寺　謙吉（こでら　けんきち、1877年〈明治10年〉4月14日 - 1949年〈昭和24年〉9月27日）は、日本の政治家、学校経営者。衆議院議員、第11代神戸市長。博士（Doctor of Civil Law、 コロンビア大学）。

## 来歴・人物
1877年旧三田藩士・小寺泰次郎の長男として神戸市生田区（現中央区）所在の小寺邸（現相楽園）に生まれる。1894年（明治27年）兵庫県立神戸商業学校 卒業、1896年（明治29年）杉浦重剛の称好塾に学んだのち、1897年（明治30年）米国に留学し、コロンビア大学で法律を、ジョンズ・ホプキンス大学で政治学を学び、更にヨーロッパのハイデルベルク大学、ウィーン大学、ジュネーブ大学で政治・法律学を修めた。
1908年（明治41年）、衆議院選挙に31歳の最年少記録で当選し、1930年（昭和5年）まで6期衆議院議員を務めた。その間、1912年（明治45年）に三田中学（現三田学園中学校・高等学校）を開校した。関東大震災で東京周辺の大学図書館が焼失したことを憂慮し、東京帝国大学・早稲田大学・慶應義塾大学・法政大学・中央大学等に蔵書の寄贈をし、中でも早稲田大学図書館には、36,570冊もの洋書が贈られ、小寺文庫 と名付けられている。
1947年（昭和22年）、終戦後初の公選による神戸市長選挙を原口忠次郎（後の第12代神戸市長）らと争い、第11代（公選初代）神戸市長に選出される。進駐軍とは得意の英語でわたり合った。財源対策のため、宝くじの発行、市営競馬（尼崎市の園田競馬場で開催）及び市営競輪（神戸市兵庫区の神戸競輪場で開催）等の実施を決めた。日本貿易産業博覧会（神戸博覧会）を1950年（昭和25年）に開催することを決定した。1948年（昭和23年）の神戸朝鮮人学校事件では岸田幸雄兵庫県知事らとともに知事室に監禁された。1949年（昭和24年）9月27日、神戸港の管理主体について、県市共同ではなく市単独の管理とすべく国と協議するため上京中に任期半ばにして急逝した。72歳没。

## 親族
- 父・小寺泰次郞 - 三田藩士[2]
- 姉・英 - 小磯吉人の妻。小磯は神戸市衛生局長を経て大日本製薬二代目社長などを務めた。養子に親戚（父泰次郎の妹の孫）の小磯良平。
- 姉・常 - 土方寧の妻[2]
- 弟・又吉 - 工学士。岳父に中浜東一郎[2]
- 妹・昌子 - 長谷川久一の妻[3]
- 妻・貞子 - 子爵中牟田倉之助の娘[2]